# Prøven
|  | Denne artikel er oprettet af botten Steenthbot ud fra en ekstern database. Den kan derfor have sproglige fejl eller mangler. Denne skabelon kan fjernes efter kontrol af indholdet. |

Prøven er en dansk kortfilm fra 2018 instrueret af Alex Hein.

## Handling
18-årige Kasper drømmer om at blive skuespiller og søger for første gang optagelse på Den Danske Scenekunstskole. Hvert år søger omkring 1000 unge ind, og kun tyve kommer ind. Han tager på en rejse fuld af nervøsitet og håb frem mod de sagnomspundne tre minutter foran juryen. Her møder han sin stikordsgiver Lea, som han uventet bliver fascineret. Er Kasper mon en af de heldige, der kommer ind?

## Medvirkende
- Martin Laurits
- Marie Boda, Lea
- Nicolai Dahl Hamilton
- Tom Jensen
- Elias Munk
- Malene Knudsen
- Casper Kjær Jensen
- Gina Marchwinski
- Emma Terp